# 跑步俱乐部
跑步俱乐部（英語：Running club）是专注于跑步，并面向体育竞赛和休闲娱乐的组织。俱乐部成员可以一同训练并参加越野跑、路跑、山地跑和田径等项目的比赛，有些俱乐部甚至涉足综合运动，例如：三项全能项目。

## 起源和发展
跑步俱乐部与传统的体育会不同，它们没有正式的会员资格或义务，包括：训练时间、地点和内容，这些通常由一小群组织者协商确定。许多跑步爱好者加入跑步俱乐部，将跑步作为一种共同的体验来分享，并进一步推广慢跑作为一项休闲运动。
德国最早成立的跑步俱乐部是于1977年在施滕达尔成立的，直到柏林围墙倒塌为止，该俱乐部参加过在哈茨山、波罗的海和东德境内施普雷瓦尔德举行的越野跑比赛，组织100多场体育赛事。 1986年，柏林男同志跑步俱乐部成立，志同道合的男同性恋者聚集在一起跑步；1993年开始，女同性恋者也加入其中。
近年随着Strava等社交媒体，Telegram、WhatsApp等即时通讯工具，以及智能手表的普及问世，大批互联网社交团体应运而生，组织跑步活动。截至2010年代中期，德国田径协会统计全德国约有3,500个跑步和步行团体，参与者超过200万人。 这些趋势旨在推动人文社会变革，提供更灵活的体育产品，响应者通常是健身教练、个人和团体，甚至还有当地的咖啡馆，将其场所设定为跑步的起点和终点。
2019冠状病毒病疫情期间，短暂地催生跑步俱乐部的兴起，户外运动作为封闭式健身房的替代方案而日益流行；如今，各种各样的跑步社群应运而生，涵盖休闲兴趣到马拉松训练。

## 商业化
独立俱乐部和商业俱乐部之间没有明确的界限，随着社群的凝聚发展，它们会开始建立自己的标志、商品和赞助合作伙伴关系，为其成员提供一些不同的附加价值。
阿迪达斯、耐克和等体育用品制造商专门支持跑步俱乐部，提供设备或参加马拉松比赛的机会；并且组织自己的跑步俱乐部，例如拥有3.3万名会员的阿迪达斯跑步俱乐部（Adidas Runners）。 这些俱乐部由被称为“队长”的品牌大使领导，通常提供免费培训课程，并使用品牌专属应用程序，例如：、进行交流。这些社交团体在市场营销中被称为“品牌社区”，与营销活动紧密相关，例如：测试新款跑鞋、为跑者提供品牌服装。
此外，非体育品牌也在创建跑步俱乐部，例如：科隆啤酒厂成立的。

## 跑团
跑团（Running crew）出现于2000年代初期，它们与传统的跑步俱乐部不太相同，仅专注于城市街道上的城市跑步。 这类组织通常是一种非正式的跑步社群，由个人或社区发起，提供低门槛的共同跑步机会，通常更注重社群、乐趣和健康，而非比赛和俱乐部会员资格。
跑步爱好者圈内广泛认为第一个通过社交媒体成立的跑团，是于2004年由迈克·赛斯（Mike Saes）在美国纽约组建的，参与者通过跑步探索纽约市的众多桥梁。 2006年，查理·达克（Charlie Dark）在英国伦敦组建，发展到每个周二都有数百人参与聚会，英国首相文翠珊为其颁发“光明点”奖，表彰他建立另类跑步社区所做的贡献。
自此以后，跑团在世界各地开始大放异彩，在社交中越来越受欢迎，从北美、欧洲到亚太地区的众多城市都有成立许多跑团。 有些跑团会在马拉松等赛事前后举办（马拉松前为跑者补充富含碳水化合物的公共晚餐，并播放励志演讲）、（马拉松前一天进行的轻松热身）等活动。跑步赛事期间，他们会为非跑步者设立啦啦队区，观看比赛的社群聚集在此，为跑步俱乐部的跑者加油助威。